# The Ballad of Frankie Lee and Judas Priest
«The Ballad of Frankie Lee and Judas Priest» es una canción compuesta por el cantante estadounidense Bob Dylan. Fue grabada el 17 de octubre de 1967 en el RCA Studio A de Nashville en una sola toma e incluida en el álbum John Wesley Harding, editado el 27 de diciembre de 1967. Dylan ha tocado la canción en directo pocas veces: en 1987 (con los Grateful Dead), 1988 y 2000. 
La moraleja de la canción, algo muy inusual para una composición de Dylan, dice lo siguiente: "the moral of this story, the moral of this song, is simply that one should never be where one does not belong"/"la moraleja de la historia, la moraleja de la canción, es simplemente que uno nunca debe estar donde no pertenece."

## Influencia
- Las bandas Franky Lee y Judas Priest tomaron sus nombres de esta canción.

## Versiones
- Jerry García y David Grisman: Been All Around This World (2004).
- Martyna Jakubowicz en Tylko Dylan (2005), titulada Jot jak Judasz (en polaco).